# Germain-André Soufflot de Palotte
Pour les articles homonymes, voir Soufflot.
Germain-André Soufflot de Palotte, né le 19 juillet 1755 à Auxerre et mort le 10 octobre 1808 à Paris, est un homme politique.

## Biographie

### Famille
Neveu du célèbre architecte Soufflot et cousin germain du général-comte François Gédéon Bailly de Monthion, Germain-André Soufflot de Palotte est le fils de Jean-André Soufflot de Palotte, officier des finances, et de Geneviève-Thérèse Bailly de Monthyon.
Il épouse, en 1793, Jeanne Marie Julie Boyard de Forterre d'Egriselles, future première dame et sous-gouvernante du «roi de Rome».
Ils ont laissé un fils : Jules Soufflot de Magny et de Palotte (1793-1893), officier de cavalerie (l'un des derniers survivants des guerres napoléoniennes) et administrateur des Messageries maritimes pendant cinquante ans, dont il est l'un des fondateurs ; et trois filles, mariées respectivement à l'archéologue Alexis Hubert Robillard, au notaire parisien Ferdinand Germain Lefèvre (père d'Antonin et Amédée Lefèvre-Pontalis) et à Jean-Baptiste Jollois.

### Carrière
Bachelier en droit, intéressé dans les affaires du Roy et huissier de la chambre du roi Louis XVI avant la révolution, il se retire en Bourgogne après la journée du 10 août 1792. 
Inquiété sous la Révolution, il est convoqué devant le comité de surveillance le 1er mars 1794. Il est par la suite délégué avec trois autres Auxerrois auprès de la Convention, le 30 mars 1795, afin de demander le désarmement des Jacobins à travers la France.
Il est désigné pour prendre part à la conférence se tenant à Paris en l'an V sur les moyens de relever le commerce, l'agriculture et l'industrie.
En l'an VII, il est l'un des premiers fondateurs de l'entreprise générale des Messageries (Messageries nationales), dont il devient administrateur. Il est choisi plus tard comme membre du conseil d'administration de la Société d'encouragement pour l'industrie nationale. En 1802, il cède à Pourtalès ses actions dans les Établissements du Creusot pour 58 800 francs.
Nommé, le 18 germinal an XI, par le premier Consul, conseiller général de l'Yonne, sur la recommandation du sénateur Villetard et, le 18 fructidor suivant, président de l'assemblée du canton de Coulanges-sur-Yonne, il est présenté, le 16 floréal an XIII, par les collèges électoraux du département de l'Yonne, comme candidat au Corps législatif, et élu en cette qualité par le Sénat, le 24 septembre 1805. Il mourut deux ans après, au cours de la législature.
Un 'portrait-charge' le représentant en uniforme militaire, chevauchant une tortue perchée sur une tablette à roulettes, a été sculpté par Jean-Pierre Dantan en 1844. Il se trouve dans les collections du musée Carnavalet à Paris.